# Mikania cabrerae
Mikania cabrerae là một loài thực vật có hoa trong họ Cúc. Loài này được G.M.Barroso mô tả khoa học đầu tiên năm 1959.